# Сорокуш білоплечий

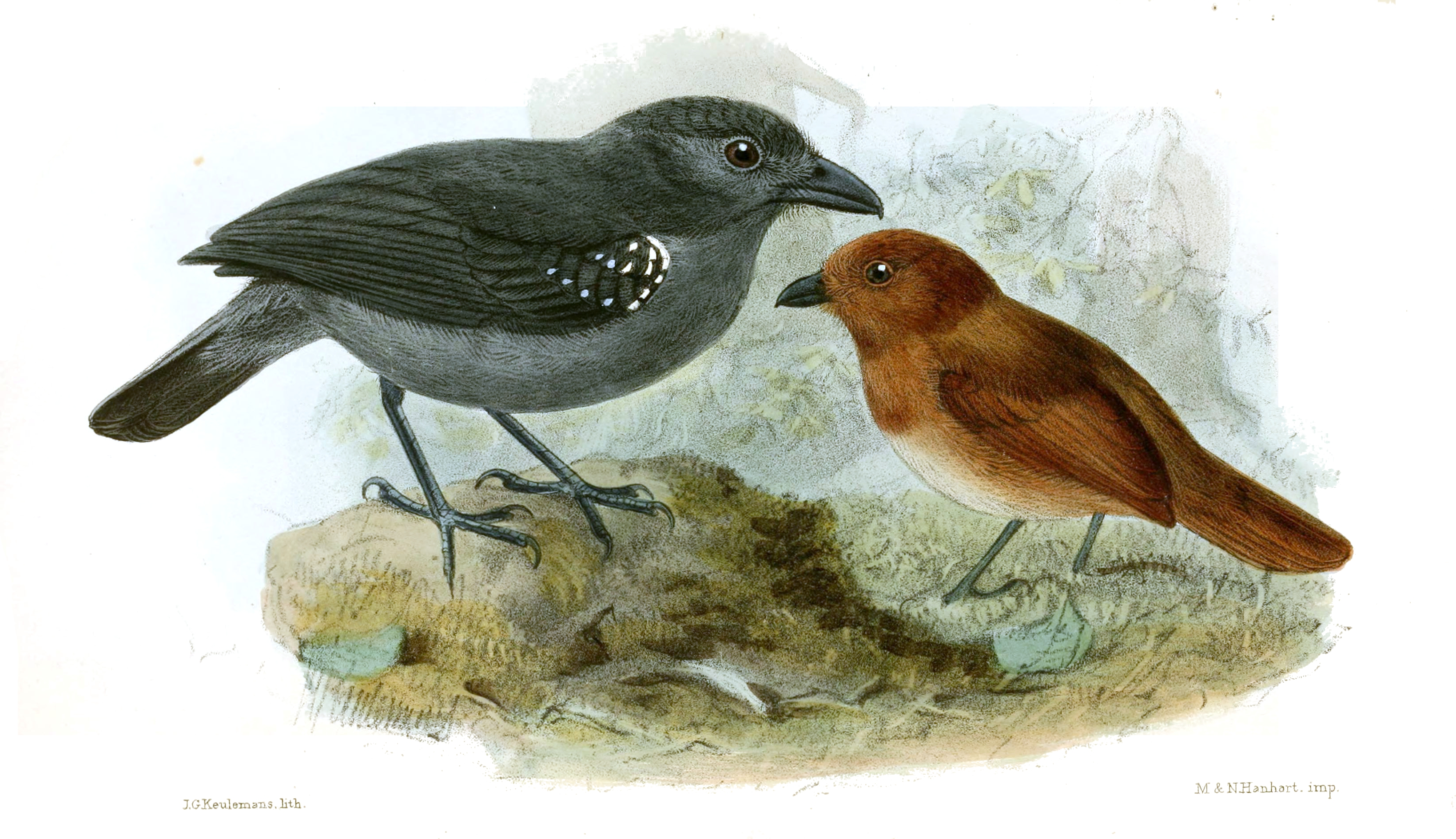
Пара білоплечих сорокушів

Сороку́ш білоплечий (Thamnophilus aethiops) — вид горобцеподібних птахів родини сорокушових (Thamnophilidae). Мешкає в Південній Америці.

## Опис
Довжина птаха становить 15-17 см, вага 23-30 г. Самці повністю чорні, на плчех білі смужки. Самиці яскраві, рудувато-коричневі, нижня частина тіла світліша. Дзьоб сірий, очі жовті або оранжеві. Молоді птахи коричнюваті.

## Підвиди
Виділяють десять підвидів:
- T. a. aethiops Sclater, PL, 1858 — східний Еквадор, північно-східне Перу;
- T. a. wetmorei Meyer de Schauensee, 1945 — південно-східна Колумбія;
- T. a. polionotus Pelzeln, 1868 — Венесуела, північно-західна Бразилія;
- T. a. kapouni Seilern, 1913 — схід, південний схід Перу, північна Болівія, крайній захід Бразилії;
- T. a. juruanus Ihering, H, 1905 — між річками Журуа і Пурус;
- T. a. injunctus Zimmer, JT, 1933 — між річками Пурус і Мадейра;
- T. a. punctuliger Pelzeln, 1868 — між річками Мадейра і Тапажос, північно-східна Бразилія;
- T. a. atriceps Todd, 1927 — між річками Тапажос і Токантінс;
- T. a. incertus Pelzeln, 1868 — південь штату Пари, північний захід Мараньяну;
- T. a. distans Pinto, 1954 — штати Пернамбуку і Алагоас.

## Поширення і екологія
Білоплечі сорокуші поширені в Амазонії та у андських нагір'ях. Вони живуть в амазонській сельві та в гірських тропічних лісах на висоті до 200 м над рівнем моря.